# 福王寺 (佐久市)
福王寺（ふくおうじ）は、長野県佐久市にある真言宗智山派の寺院。山号は雫田山、院号は竹仙院。

## 歴史
寺伝によれば大同2年（807年）、当時この地を治めていた豪族によって創建されたという。延暦20年（801年）、東山道を陸奥国に向かう坂上田村麻呂が通った際、豪族の妻が病に伏していたことから田村麻呂に同道していた僧侶が薬を与えたり祈祷をするなどしたものの亡くなった。それを知った田村麻呂は墓を造りその場所から見て一番良い場所に寺を造るように言い残して旅立ったことから、現在の場所に寺が建立されて福王寺と名づけられた。
鎌倉時代になると望月氏の庇護を受け、本尊阿弥陀如来坐像が造立されて信仰を集めたが、江戸時代初期の寛永年間（1624年 - 1645年）に発生した山火事によって阿弥陀如来坐像と日光菩薩・月光菩薩、毘沙門天、雨宝童子など僅かを除いて全山を焼失。古文書などの記録や寺宝の多くが失われたものの、宝永6年（1709年）までには現在も残る本堂や仁王門などが再建された。
1975年（昭和50年）収蔵庫が建てられ、それまで阿弥陀堂に安置されていた阿弥陀如来坐像はこちらに移されたほか、1992年（平成4年）には観音堂が建立されている。また、境内には樹齢300年以上とされるシダレザクラがあり、現在では桜の名所としても広く知られている。

## 文化財

### 重要文化財（国指定）

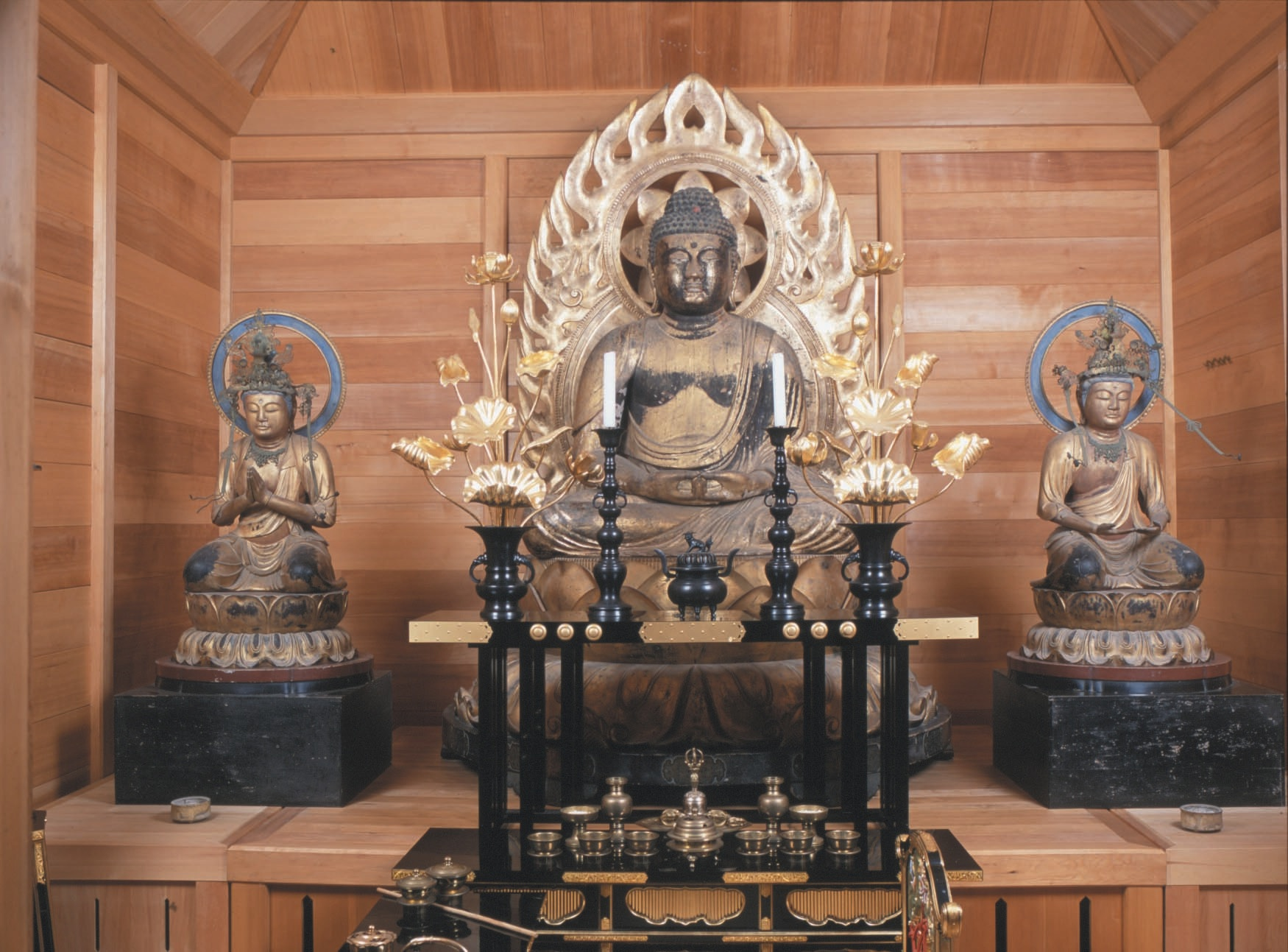
阿弥陀如来像

- 木造阿弥陀如来坐像

像高138.8センチ、桂材の一木造。胎内銘によれば建仁3年（1203年）に幸筌という僧が堂を建立、如来像を造立したとされる。同じく銘によれば建長2年（1250年）、暦応3年（1340年）、元禄9年（1696年）に補修などが行われた。1914年（大正3年）に当時の古社寺保存法に基づき国宝（旧国宝、現行法の重要文化財に相当）に指定された。

### その他の文化財

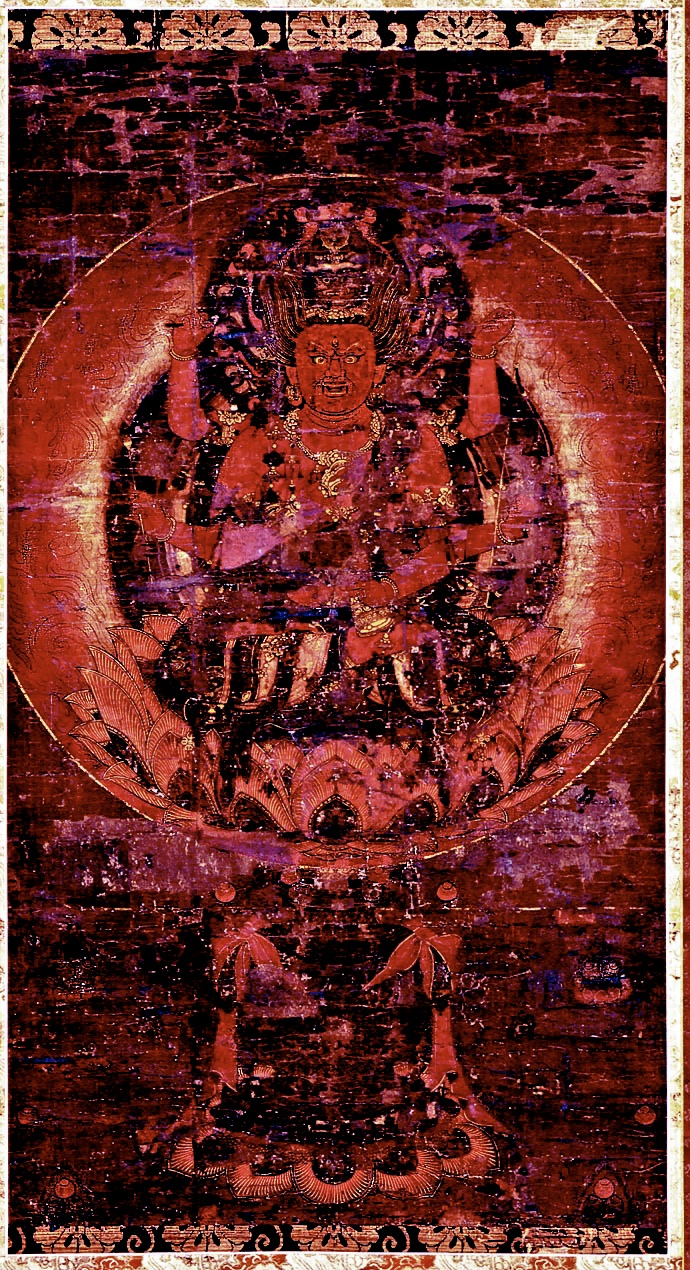
福王寺(佐久市)の絹本着色愛染明王像（掛軸）

- 石造庚申塔
- 木造日光菩薩立像（観音菩薩）
- 木造月光菩薩立像（勢至菩薩）
- 木造雨宝童子立像（木造聖徳太子立像）
- 木造毘沙門天立像

以上は佐久市指定有形文化財。いずれも旧望月町時代の1986年（昭和61年）に同町の有形文化財に指定され、2005年（平成17年）の佐久市との合併に伴い佐久市の有形文化財となっている。
- 絹本着色愛染明王像（愛染明王）

2014年佐久市有形文化財に、2015年には長野県宝に指定されている。